# Ergänzungsstrecke Stuttgart–Ulm–Augsburg–München
Die Ergänzungsstrecke Stuttgart–Ulm–Augsburg–München war eine im Zuge des Ausbauprogramms für das Netz der Deutschen Bundesbahn von 1970 geplante Neubaustrecke. Mit einer Länge von 220 km sollte sie Stuttgart über Ulm und Augsburg mit München verbinden. Das Projekt war der zweithöchsten Prioritätsstufe des Ausbauprogramms zugeordnet, die bis 1985 realisiert werden sollte. Eine solche Neubaustrecke war auch noch im Bundesverkehrswegeplan 1973 vorgesehen. Im Bundesverkehrswegeplan 1980 war das Projekt nicht mehr enthalten.

## Geplanter Verlauf
Die Strecke sollte bis Plochingen auf der Bestandsstrecke verlaufen und anschließend deren ungünstige Trassierung südlich umgehen. Die Geislinger Steige sollte nördlich umfahren werden, bevor bei Beimerstetten die Bestandstrasse erreicht werden sollte. Ulm sollte nördlich umgangen und im Nebenschluss angebunden werden. Zwischen Neuoffingen und Augsburg sollte die Trasse nördlich der Bestandsstrecke verlaufen, zwischen Augsburg und München war ein Verlauf weitgehend entlang der dortigen Bestandstrasse vorgesehen.

## Neuere Planungen
Die Planung der durchgehenden Neubaustrecke hat im Laufe der Zeit eine Vielzahl von Modifikationen erfahren. So wurde die in den 1980er Jahren geplante Ausbaustrecke/Neubaustrecke Plochingen–Günzburg Anfang der 1990er Jahre zu Gunsten der realisierten Schnellfahrstrecke Wendlingen–Ulm und dem Konzept Stuttgart 21 verworfen. Die Bahnstrecke Augsburg–Ulm wurde um 1990 abschnittsweise für 200 km/h ausgebaut. Mit dem Bahnprojekt Ulm–Augsburg ist darüber hinaus eine zweigleisige Neu- und Ausbaustrecke zwischen Neu-Ulm und Augsburg geplant. Die bereits seit Mitte der 1960er Jahre weitgehend mit 200 km/h befahrbare Bahnstrecke München–Augsburg wurde bis 2011 um zwei weitere Gleise ergänzt und ist seither mit bis zu 230 km/h befahrbar.